# Nancy Lynch
Pour les articles homonymes, voir Lynch.
Nancy Ann Lynch, née en 1948, est une chercheuse américaine en informatique, professeur au MIT. Elle dirige le groupe de recherche sur la théorie des systèmes distribués. Elle a obtenu le prix Knuth en 2007 et le prix Dijkstra en 2001 et 2007.

## Biographie
Nancy Lynch a obtenu son PhD sous la direction de Albert R. Meyer.

## Publications

### Livre
(en) Nancy Ann Lynch, Distributed Algorithms, Morgan Kaufmann Publishers, 16 avril 1996, 904 p. (ISBN 978-1558603486)

### Articles récompensés
- (en) Michael J. Fischer, Nancy A. Lynch et Michael S. Paterson, « Impossibility of Distributed Consensus with One Faulty Process », Journal of the ACM, vol. 32, no 2,‎ avril 1985, p. 374-382 (lire en ligne [PDF]). Cet article a obtenu le prix Dijkstra en 2001[2].
- (en) Cynthia Dwork, Nancy Lynch et Larry Stockmeyer, « Consensus in the presence of partial synchrony », Journal of the ACM, vol. 35, no 2,‎ avril 1988, p. 288-323 (lire en ligne [PDF]). —Cet article a obtenu le prix Dijkstra en 2007[2].

## Distinctions
Nancy Lynch a reçu le prix Knuth en 2007.